# Emmy Achté
Emmy Charlotta Achté, född Strömer 14 november 1850 i Uleåborg, död 2 december 1924, var en finländsk sångerska (mezzosopran). Hon var syster till sångerskan Sofie Bonnevie.

## Biografi
Achté studerade 1869–1873 under Fredrika Stenhammar i Stockholm och professor Masset i Paris, och debuterade 1873 i Viborg. Hon var därefter anställd vid Kaarlo Bergboms finska operaföretag Suomalainen Ooppera, så länge detta existrade. Hon utförde där varierande roller, bland de bästa räknas Valentine i Hugenotterna, Leonora och Azucena i Trubaduren samt Fidelio, Lucrezia och Judinnan. Hon företog dessutom studieresor 1875–1876 till Frankrike och Tyskland (Paris, Leipzig, Dresden och Berlin) samt uppträdde 1877 i Göteborg. 
Achté ingick 1875 äktenskap med kapellmästaren Lorenz Nikolai Achté (1835–1900). Efter makens död blev hon ledare för den av honom år 1882 grundade Helsingfors klockare-organistskola. Achté var även verksam som lärarinna vid Svenska Teaterns elevskola, i plastik från 1910 och i sång från 1912, och ledde operaklassen vid Helsingfors musikinstitut från 1912 och iscensatte och inövade flera operor. 
Bland Achtés främsta elever märks hennes bägge döttrar, Aino Achté och Irma Tervani.